# Epiblastus tuberculatus
Lan dạ bích đỏ nâu (danh pháp hai phần: Epiblastus tuberculatus) là một loài thực vật có hoa trong họ Lan (Orchidaceae). Loài này được R.S.Rogers mô tả khoa học đầu tiên năm 1925.